# Port Loko (distrito)
Port Loko é uma distrito da Serra Leoa localizado na província Northern. Sua capital é a cidade de Port Loko.